# Fundación Spes
La fundación Spes o S.P.E.S (Servicio Para el Esclarecimiento en Sectas), es una entidad dedicada al estudio de las sectas y los nuevos movimientos religiosos en general.
Fue creada en la ciudad de Buenos Aires a fines de 1989 por José María Baamonde (1959–2006), cofundador de la Red Iberoamericana de Estudio de las Sectas,, basándose en los lineamientos del documento del Secretariado para la Unidad de los Cristianos de la Santa Sede "Sectas y Nuevos Movimientos Religiosos - Desafíos Pastorales" publicado en 1986.
Baamonde presidió la fundación hasta mediados del 2001, cuando la asumió Luis Esteban Roldan, exsubsecretario de culto de la República Argentina (1998-1999).
Cuenta con departamentos de Documentación y Estadísticas, de Formación, de Prensa y Publicaciones y de Asistencia Técnica.
Además de la edición de libros y artículos, la fundación publica el boletín Info-Spes y brinda asistencia psicológica, asistencia a familiares y cursos respecto a la problemática.